# Drywood Creek
Drywood Creek är ett vattendrag i Kanada.   Det ligger i provinsen Alberta, i den södra delen av landet, 2 900 km väster om huvudstaden Ottawa.
Trakten runt Drywood Creek består till största delen av jordbruksmark. Trakten runt Drywood Creek är nära nog obefolkad, med mindre än två invånare per kvadratkilometer.